# Joris Rasenberg
Joris Rasenberg (Breda, 17 januari 1975) is een Nederlands zanger, gitarist, tekstschrijver en muziekproducent. Hij is werkzaam als docent op een middelbare school in Breda.
Rasenberg zong onder meer in de Brabantse band Abel. Hun grootste hit was het nummer Onderweg dat in 2000 een hit werd in Nederland en Vlaanderen. Verder succes bleef echter uit en Rasenberg raakte steeds meer zijn motivatie kwijt. Na het derde album besloot hij om zich te richten op zijn werk als muziekdocent op een middelbare school. Later werd hij tevens docent maatschappijleer.
Daarnaast schrijft hij ook liedjes voor verschillende artiesten, waaronder de bescheiden hits Duizel mij van Paul de Leeuw en Omdat je bij me blijft, origineel van Marco Borsato en succesvol gecoverd door Maud Mulder. Verder heeft de artiest als producer gefungeerd voor het album De roes van de band Ambacht, waarvan de single Voorgoed zo mooi de 96e positie in de Single Top 100 bereikte.